# Bandera de Wirmer
La bandera de Wirmer (en alemán: Wirmer-Flagge), también conocida como la bandera de la resistencia alemana del 20 de julio (en alemán: Flagge Deutscher Widerstand 20. Juli), es una propuesta de bandera nacional para Alemania que fue diseñada por Josef Wirmer, un miembro de la resistencia antinazi que participó en el atentado del 20 de julio de 1944 contra Adolf Hitler.

## Contexto histórico
El abogado alemán Josef Wirmer diseñó la bandera tomando como modelo las enseñas nacionales escandinavas con la cruz de San Olaf. La bandera de Wirmer debía servir como pendón nacional de Alemania tras el atentado contra Adolf Hitler y la toma del poder por los golpistas de la Resistencia alemana al nazismo, ya que no querían adoptar la bandera de la República de Weimar. Gracias a la similitud con las banderas nórdicas y la simbología cristiana, se pretendía conseguir un acercamiento a los círculos conservadores entre los oficiales a quienes la bandera tricolor de Weimar les parecía detestable. Que la bandera de Wirmer tuviera parecido con la bandera imperial de guerra y que por tanto encontrara cierta aceptación en el ejército son conjeturas y especulaciones. La bandera de Wirmer, como la de Weimar, presenta tres colores: negro, rojo y dorado, lo que debería unir a las fuerzas democráticas. El fracaso de la Resistencia dirigida por Claus Graf Schenk von Stauffenberg impidió la introducción de la bandera de Wirmer.
En la convención constitucional que tuvo lugar en Herrenchiemsee entre el 10 y el 25 de agosto de 1948, después de la Segunda Guerra Mundial, se debatió entre otros temas cuál sería la bandera de Alemania. Los representantes de la Unión Demócrata Cristiana (Alemania) (CDU), de la Unión Social Cristiana de Baviera (CSU) y del Partido Alemán (DP) propusieron como nuevo símbolo estatal la bandera de Josef Wirmer, mientras que el Partido Socialdemócrata de Alemania (SPD) prefería la antigua bandera tricolor de la República de Weimar. Ernst Wirmer, hermano menor de Josef Wirmer y miembro del Consejo Parlamentario (Parlamentarischer Rat), convenció a los delegados de los partidos unionistas para que adoptaran el diseño propuesto el 5 de noviembre de 1948.
Aunque heráldicamente incorrecta, Ernst Wirmer añadió una delgada línea negra entre el rojo y el dorado —posiblemente con la idea de asimilarla a la bandera imperial de guerra— al diseño de su hermano, creando de esta manera una cruz de barras. Dicha modificación contravenía la regla heráldica de que entre los colores (en este caso negro y rojo) siempre debe haber un metal (dorado-amarillo o plata-blanco).
Los diseños de los hermanos Wirmer fueron descartados finalmente, pero sí se presentó una variación de tales banderas por la CDU. La propuesta que acompañaba a la bandera decía: «La bandera de la nación muestra sobre un fondo rojo una cruz negra recostada y sobre ella una cruz dorada». Sin embargo, el diseño con la cruz no encontró el apoyo mayoritario. Theodor Heuss veía en ella simplemente arte gráfico y un diseño artístico. En una encuesta realizada en el Consejo Parlamentario, el 25 % de los miembros votó a favor de la recuperación de la bandera tribarrada roja, negra y dorada de la República de Weimar, mientras que un 35 % se mostraron neutrales o se abstuvieron. Por tanto, la propuesta de la CDU fue rechazada y la antigua enseña tricolor fue declarada bandera nacional gracias a la mayor proporción de votos.

## Adaptación en las primeras décadas de la República Federal de Alemania
La CDU, durante el congreso del partido entre el 18 y el 22 de abril de 1953, escogió una variación del diseño original de Josef Wirmer como bandera del partido y como escudo de armas. La variación consistía en que la cruz dejaba de ser de estilo escandinavo al desplazarla de la izquierda hacia el centro, de tal forma que los cuatro brazos de la cruz midiesen lo mismo. Además de la cruz, en ocasiones se incluía un águila dorada mirando hacia la derecha del motivo. El presidente del Bundestag Hermann Ehlers señaló sobre la insignia: «El águila del imperio y de la federación, la cruz de Occidente y el fondo rojo para los colores negro, rojo y dorado». Esta bandera fue utilizada por el partido hasta la década de 1970.

## Uso erróneo

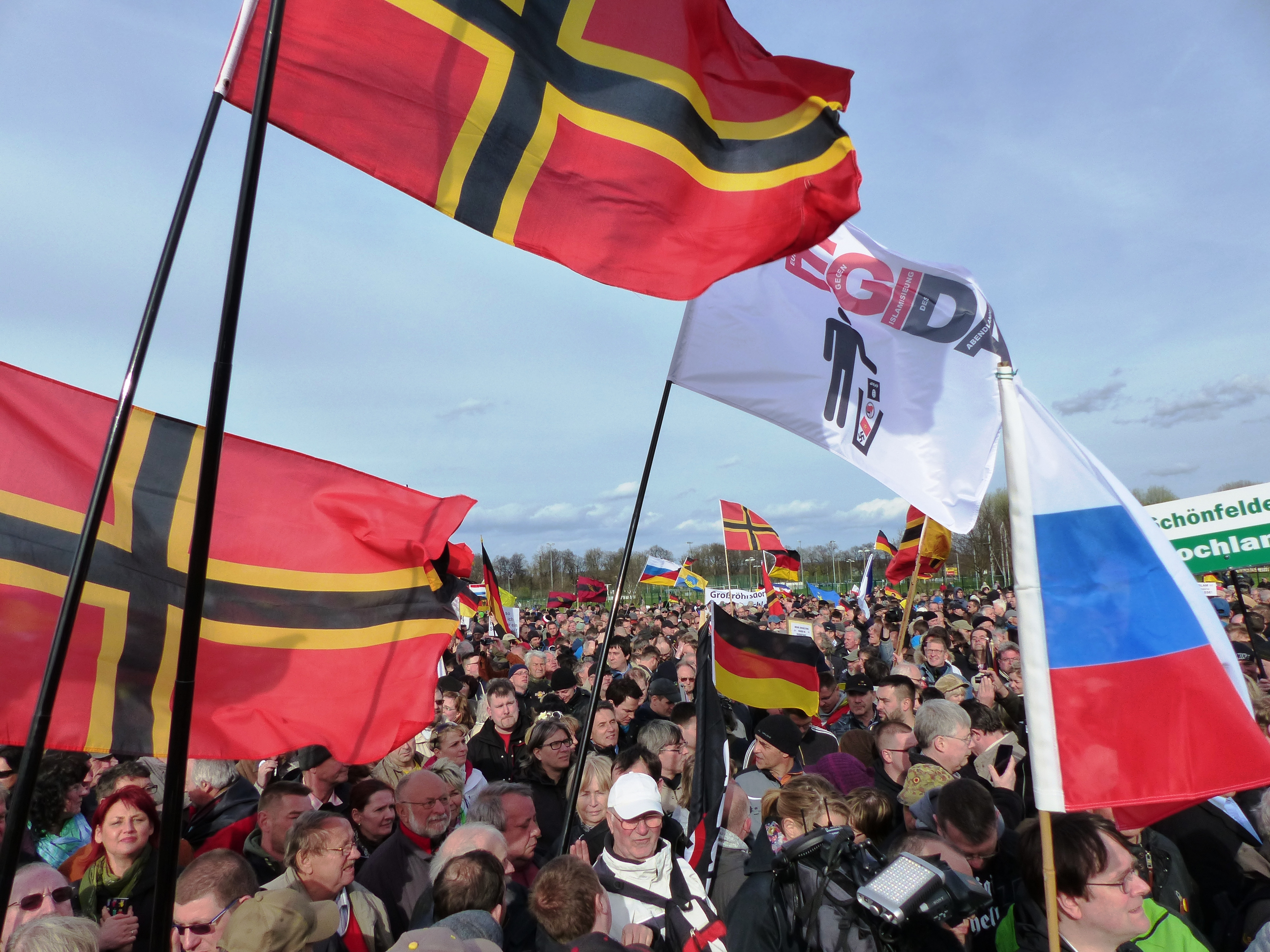
Banderas de Wirmer en una manifestación de Pegida en Dresde en abril de 2015.

En la década de 2010, la bandera de Wirmer aparecía cada vez más a menudo en actos de grupos de extrema derecha, como el Deutsches Kolleg, Hogesa, Bürgerbewegung pro NRW, así como en las manifestaciones semanales de Pegida en la ciudad alemana de Dresde. La bandera se usa en este caso más como renuncia al sistema de la República Federal de Alemania y también debido a la posible similitud con la bandera imperial de guerra, cuyo empleo se encuentra restringido por la ley. En la página web de ultraderecha Politically Incorrect (PI) se utiliza la bandera como símbolo contra la supuesta dominación extranjera del país. La cruz escandinava presente en la bandera de Wirmer supondría una «declaración de la tradición cultural nórdica» y la «respuesta de los combatientes a un Estado no cristiano».
El periódico Die Welt denominó el uso de la bandera Wirmer por parte del populismo de ultraderecha una «declaración equivocada („Fehlurteil“) basada en un desconocimiento básico de la historia». Anton Wirmer, hijo de Josef Wirmer, se mostró horrorizado por estos nuevos usos de la bandera, que representan lo contrario de las ideas que su padre quería defender. En su opinión, es importante «aclarar qué origen tiene esta bandera y qué conceptos están relacionados con ella. La bandera de Wirmer no representa un concepto abstracto de resistencia. Representa sobre todo una sociedad libre y tolerante».